# Benedikt von Peter

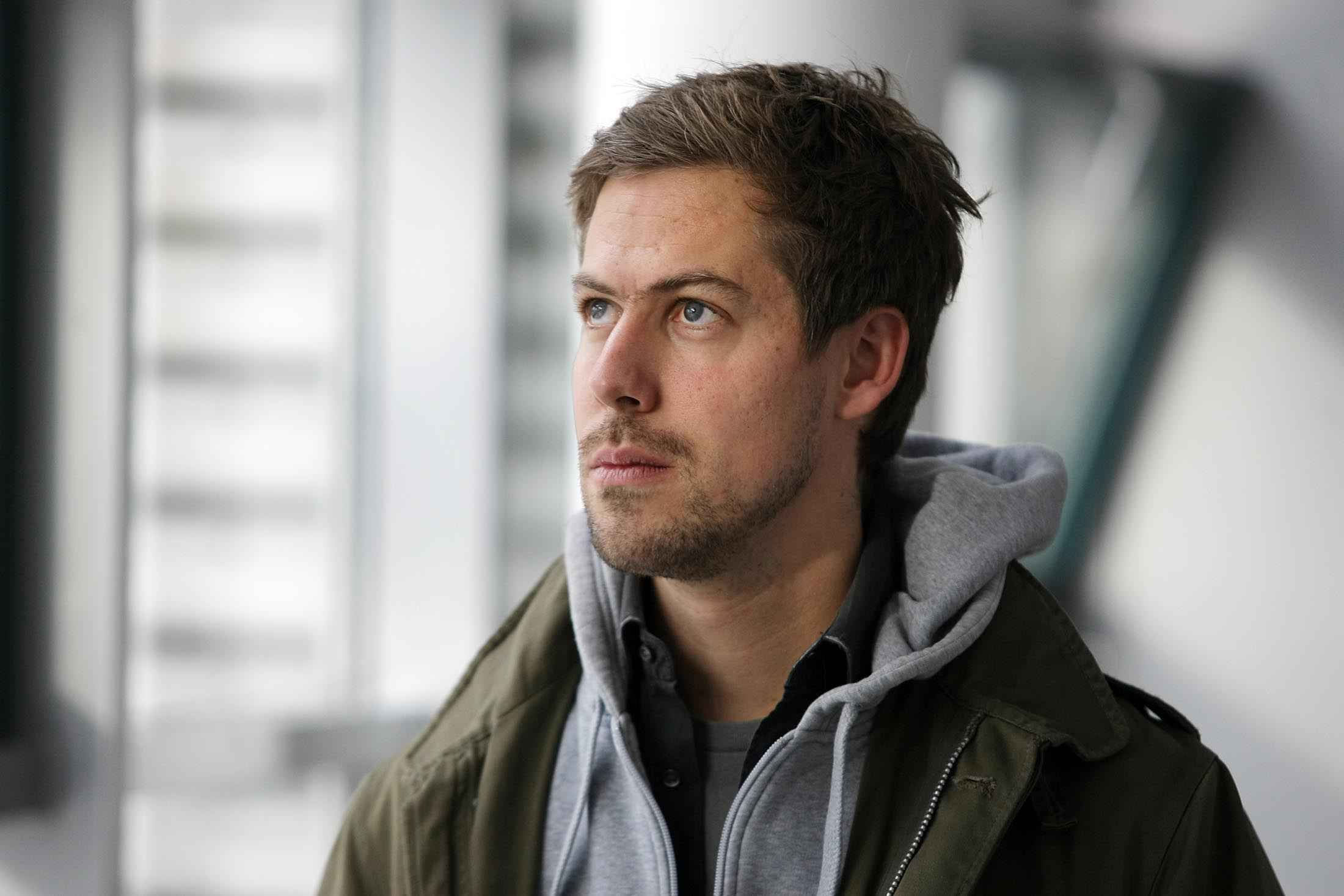
Benedikt von Peter

Benedikt von Peter (* 20. April 1977 in Köln) ist ein deutscher Regisseur.

## Leben
Benedikt von Peter wuchs in der Nähe von Köln auf. Er studierte Musikwissenschaften, Germanistik, Jura und Gesang in Bonn und Berlin und initiierte dort mit Kommilitonen die Akademie Musiktheater Berlin-Salzburg (heute Akademie Musiktheater heute der Deutschen Bank Stiftung). Während des Studiums gründete er gemeinsam mit dem Dramaturgen Benjamin von Blomberg eine freie Musiktheatergruppe.
2003 ging von Peter als Assistent an die Hamburgische Staatsoper, wo er die Deutsche Erstaufführung von Péter Eötvös’ Angels in America inszenierte. In den darauffolgenden Jahren assistierte er u. a. Peter Konwitschny, Peter Mussbach, Luca Ronconi sowie Christof Loy, dessen Regiemitarbeiter er wurde.
Es folgten eigene Inszenierungen u. a. am Hebbel am Ufer Berlin sowie an den Opernhäusern in Heidelberg, Frankfurt, Basel, Hannover und an der Komischen Oper Berlin. Für seine Inszenierung der Oper „Chief Joseph“ von Hans Zender am Theater Heidelberg wurde er mit dem Götz-Friedrich-Preis ausgezeichnet. An der Staatsoper Hannover inszenierte er La Traviata mit Nicole Chevalier in der Hauptrolle und Luigi Nonos Intolleranza 1960, für das er 2011 mit dem Deutschen Theaterpreis DER FAUST für die beste Regie in der Kategorie Musiktheater ausgezeichnet wurde.
In den Jahren 2006 bis 2009 hatte von Peter eine Vertretungsprofessor für Regie an der Hochschule für Musik und Darstellende Kunst Frankfurt am Main inne, wo er verschiedene Projekte mit dem Theater Heidelberg, dem Schauspiel Frankfurt und dem Thalia Theater Hamburg initiierte und begleitete.
Von der Spielzeit 2012/2013 bis 2014/2015 leitete von Peter die Sparte Oper am Theater Bremen und war dort Hausregisseur. Für seine Regiearbeiten und das Opernprogramm in Bremen wurde er 2014 mit dem Kurt-Hübner-Preis ausgezeichnet.
Im November 2014 wurde er zum Intendanten des Luzerner Theaters berufen. 2016/2017 war seine erste Spielzeit in Luzern. Mit Les robots ne conaissent pas le blues oder Die Entführung aus dem Serail, seiner letzten Regiearbeit in Bremen, war von Peter zusammen mit der Performance-Gruppe Gintersdorfer/Klaßen 2016/2017 auf Kampnagel Hamburg und zu den Wiener Festwochen eingeladen.
Im August 2018 gab er bekannt, auf die Saison 2020/2021 zum Theater Basel zu wechseln. Nach 5 Jahren am Theater Basel wurde sein Vertrag verlängert bis 2030.

## Inszenierungen (Auswahl)
- Theatertote, Sophiensaele Berlin/Kampnagel Hamburg/Beethovenfest Bonn/Schleswig-Holstein Musik Festival, 2001/02
- Zwei Etagen. Keine Treppe, Hebbel am Ufer, 2004/05
- Angels in America, Opera Stabile Hamburg, 2006/07
- Chief Joseph, Theater Heidelberg, 2006/07
- Teseo, Komische Oper Berlin, 2007/08
- Eugen Onegin, Theater Heidelberg, 2007/08
- I masnadieri, Oper Frankfurt, 2008/09
- Les Dialogues des Carmélites, Theater Basel, 2008/09[8]
- Fidelio (1805), Komische Oper Berlin, 2009/10
- Intolleranza 1960 (L. Nono), Staatsoper Hannover, 2010/11, Theater Basel, 2022/23[9]
- Parsifal, Theater Basel, 2010/11
- Idomeneo, Komische Oper Berlin, 2010/11
- La Traviata, Staatsoper Hannover, 2011/12, Theater Bremen, 2014, Theater Basel[10], 2021/22, 2024/25
- Aufstieg und Fall der Stadt Mahagonny, Theater Bremen, 2012
- Mahler III, Theater Bremen, 2013
- La Bohème, Theater Bremen, 2013
- Don Giovanni, Staatsoper Hannover, 2014, Luzerner Theater, 2019
- Die Meistersinger von Nürnberg, Theater Bremen, 2014
- Das Mädchen mit den Schwefelhölzern, Oper Frankfurt, 2015
- Les robots ne connaissent pas le blues oder Die Entführung aus dem Serail, Theater Bremen, 2015; Kampnagel Hamburg, 2016; Wiener Festwoche, 2017
- Aida, Deutsche Oper Berlin, 2015
- Prometeo, Luzerner Theater, 2016
- Falstaff, Luzerner Theater, 2018
- Faust-Szenen, Luzerner Theater, 2018
- Kindertotenlieder, Luzerner Theater, 2018
- Saint François d'Assise, Theater Basel, 2020/21[11]
- Matthäus-Passion (J. S. Bach), Theater Basel[12] 2021/22, Deutsche Oper Berlin, 2023
- Das Rheingold, Theater Basel, 2023/24[13]
- Die Walküre, Theater Basel, 2023/24[14]
- Siegfried, Theater Basel, 2024/25
- Götterdämmerung, Theater Basel, 2024/25

## Auszeichnungen, Stipendien
- 1998: Stipendium der Studienstiftung des deutschen Volkes
- 2002: Stipendium der Akademie der Künste Berlin
- 2007: Götz-Friedrich-Preis für Chief Joseph am Theater Heidelberg
- 2011: Deutscher Theaterpreis DER FAUST für Intolleranza 1960 an der Staatsoper Hannover[15]
- 2014: Kurt-Hübner-Preis